# Rockford University
La Universidad de Rockford es una universidad privada en Rockford, Illinois. Fue fundada en 1847 como el Rockford Female Seminary y cambió su nombre a Rockford College en 1892 y a Rockford University en 2013.

## Historia

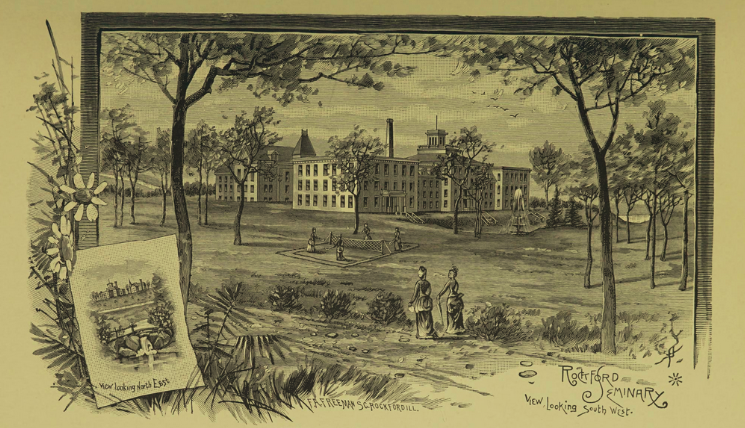
Seminario de Rockford (hacia 1890)

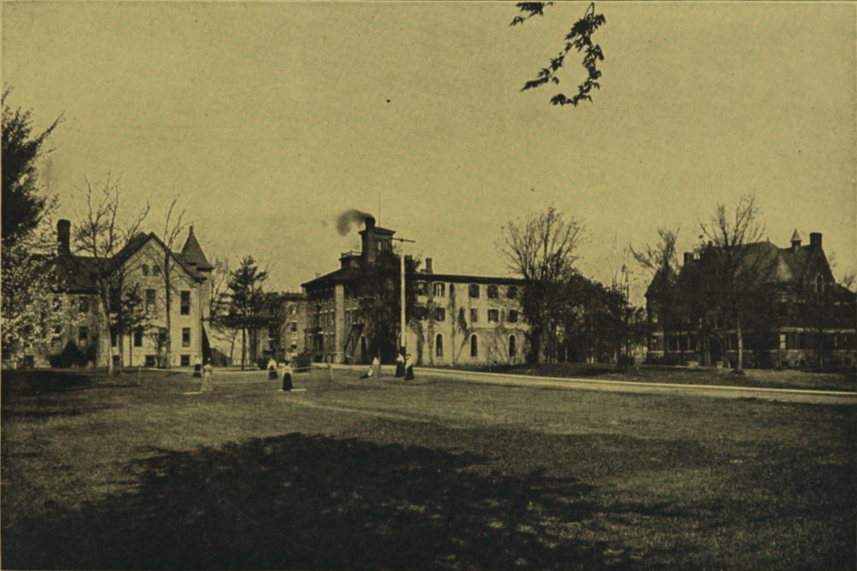
Sill Hall, Main Hall, Adams Hall (izq.) - Rockford College, 1904

El Rockford Female Seminary fue fundado en 1847 como la universidad hermana del Beloit College, que había sido fundada el año anterior. El campus inicial del seminario estaba en el lado este del río Rock, al sur del centro de Rockford. Anna Peck Sill fue su fundadora y directora durante los primeros 35 años.
En 1890, los fideicomisarios del seminario decidieron para ofrecer un plan de estudios universitario completo, lo que llevó al cambio de nombre a Rockford College en 1892.
Los hombres fueron admitidos en dicha institución por primera vez a principios del año escolar 1955-1956. En torno a ese momento, la entidad solicitó a la ciudad de Rockford que cerrara el acceso de una calle contigua al campus.
El 2 de octubre de 2012, el consejo de administración votó por unanimidad cambiar el nombre de la facultad como universidad, puesto que la institución tiene muchos departamentos académicos diferentes. El 1 de julio de 2013, la institución se convirtió oficialmente en la Universidad de Rockford. En febrero de 2016, el Dr. Eric W. Fulcomer fue nombrado decimoctavo rector de la universidad, a partir de julio de 2016.

## Sección académica
La universidad ofrece aproximadamente 80 licenciaturas, diplomaturas y cursos, incluido el programa de finalización acelerada de títulos para adultos para obtener una licenciatura en estudios de administración. A través de su departamento de Estudios de Posgrado, los títulos incluyen la Maestría en Administración de Empresas (MBA), la Maestría en Enseñanza (MAT) y una Maestría en Educación (MEd).
La universidad está organizada en tres colegios:
- Artes y Humanidades
- Ciencias, Matemáticas y Enfermería
- Ciencias Sociales, Comercio y Educación

La universidad ofrece un Programa de Artes Liberales y Ciencias. También se encuentran dentro de la universidad el Centro para la Excelencia Sin ánimo de lucro y el Centro para estrategias de aprendizaje.

## Sección deportiva
Los Rockford University Regents son miembros de la División III de la Asociación Atlética Colegial Nacional. Los equipos compiten tanto de forma independiente como en calidad de miembros de la Conferencia Colegiada de Atletismo del Norte.
La universidad cuenta con equipos masculinos de béisbol, baloncesto, campo a través, fútbol americano, fútbol y atletismo, y equipos femeninos de baloncesto, campo a través, fútbol, softbol, atletismo y voleibol. Su equipo de fútbol es el único equipo de fútbol universitario desde 2000 en anotar 100 puntos en un solo juego, superando a Trinity Bible, 105-0 en 2003.
La universidad también ofrece la posibilidad de practicar deportes (incluidos el baloncesto y el balón prisionero).

## Exalumnos notables
- Jane Addams, activista y trabajadora social[2]
- Ellen Gates Starr, activista y reformadora social[3]
- Julia Lathrop, reformadora social[4][5]
- Yvonne D'Arle, cantante de ópera
- Jeannette Durno, pianista y educadora musical
- Jeannette Howard Foster, importante autora/investigadora de temas lésbicos
- Bárbara Giolito, política
- Vivian Hickey, educadora/política
- Joyce Holmberg, educadora/política
- Betty Ann Keegan, política
- Doris Lee, artista
- Helen Douglas Mankin, política
- Catherine Waugh McCulloch, sufragista
- Ellen Spencer Mussey, pionera en el campo de los derechos de las mujeres a la educación
- Anna E. Nicholes, reformadora social, funcionaria, mujer de club
- Deb Patterson, entrenadora de baloncesto femenino
- Belle L. Pettigrew, educadora, misionera
- Barbara Santucci, escritora infantil
- Harriet GR Wright, miembro de la Cámara de Representantes de Colorado